# Szok podażowy
Szok podażowy – nagłe ograniczenie dostępności istotnych zasobów naturalnych lub czynników produkcji, w wyniku zdarzeń naturalnych, decyzji politycznych lub zmowy dostawców kontrolujących znaczną część podaży danego dobra (np. ropy naftowej)